# Luis Gilberto Murillo
Luis Gilberto Murillo Urrutia, né le 1er janvier 1967 à Adangoya, est un ingénieur minier, un homme politique et un défenseur des droits humains colombien. Il est ministre des Affaires étrangères du 15 mai 2024 au 29 janvier 2025.

## Biographie
Entre 1998 et 2012, il est gouverneur du Chocó à deux reprises et de 2016 à 2018, il occupe la fonction de ministre de l'Environnement et du Développement durable sous la présidence de Juan Manuel Santos.
De 2022 à 2024, il est ambassadeur de Colombie aux États-Unis,.
Le 15 mai 2024, il est nommé ministre des Affaires étrangères par le président Gustavo Petro. Il quitte cette fonction le 29 janvier 2025.
En mai 2025, il annonce vouloir se présenter en candidat indépendant pour l'élection présidentielle de 2026.